# A Beautiful Affair
A Beautiful Affair é uma telenovela filipina exibida em 2012 pela ABS-CBN. Foi protagonizada por John Lloyd Cruz e Bea Alonzo com atuação antagônica de John Estrada.

## Elenco
- John Lloyd Cruz - Napoleon "Leon" Riego / Arnold Lumayang
- Bea Alonzo - Genevieve "Gen" Saavedra
- John Estrada - Edward Pierro
- Eula Valdez - Carlotta Pierro / Amina Lumayang
- Dimples Romana - Emilia "Emy" Biglang-awa / Biloy
- Jaime Fabregas - Arturo Pierro
- John Arcilla - Leopoldo "Epong" Riego
- Ana Roces - Natalia Saavedra
- Janus del Prado - Fred Macatangay
- Megan Young - Ava Pierro
- Regine Tolentino - Sophia Imperial
- Erika Padilla - Dr. Trina Cawagas
- Angelina Kanapi - Sabrina Reyes
- Sandy Aloba - Mona
- Bugoy Cariño - Ivan
- Slater Young - Harry Reyes